# Bramburg

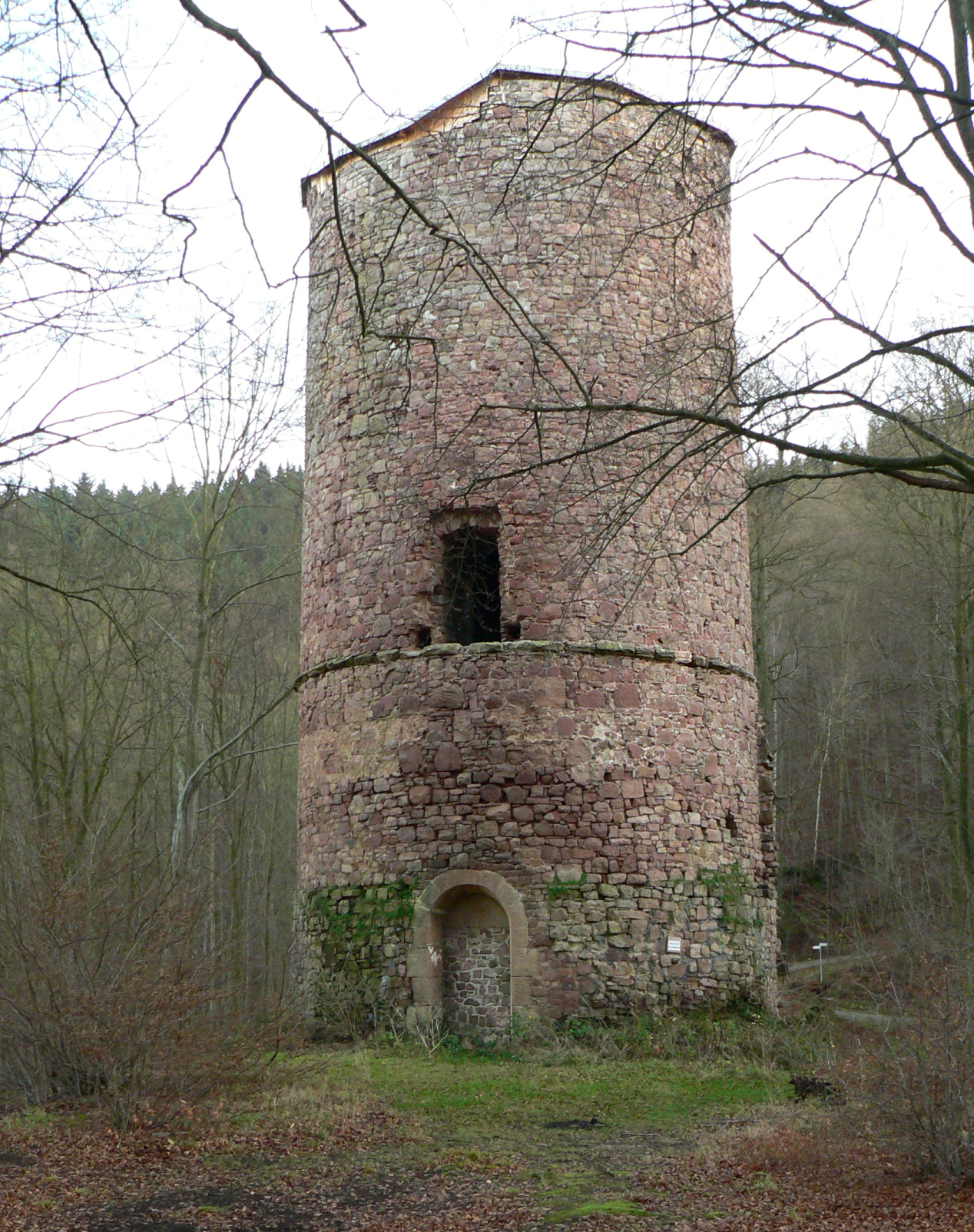
Innenseite des Bergfrieds mit Zugang (2015)

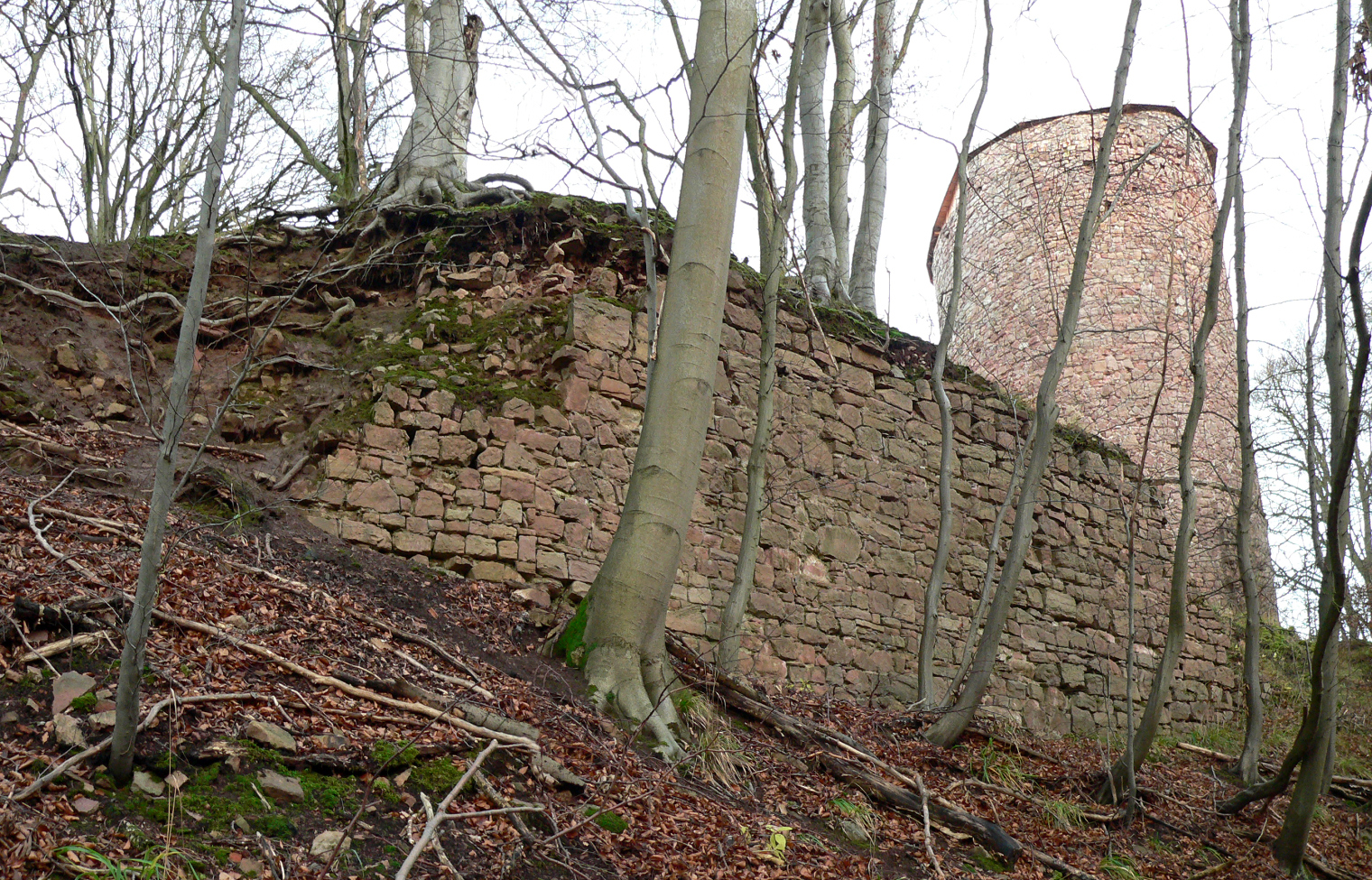
Mauerrest und Bergfried der Burg (2015)

Die Bramburg ist eine zu Hann. Münden gehörende mittelalterliche Burgruine im Bramwald im südniedersächsischen Landkreis Göttingen in Deutschland.

## Geographische Lage
Die Ruine der Hangburg im Naturpark Münden steht am rechten Ufer der Weser an der westlichen Abdachung des Bramwalds im Oberwesertal. Sie befindet sich in der Gemarkung der Ortschaft Hemeln, das heutzutage ein nördlicher Ortsteil von Hann. Münden ist. Etwas nördlich der einstigen Burg liegt Glashütte, ein weiterer kleiner Ortsteil von Hann. Münden. Die Bramburg wurde an der Westnordwestflanke des stark bewaldeten Hünenkopfs (388,5 m ü. NN) auf rund 210 m Höhe errichtet und steht fast 100 m über dem Tal der Weser und über der Landesstraße 561 zwischen Hemeln im Süden und Glashütte im Norden. Auf der gegenüberliegenden linken Weserseite liegt westlich von Hemeln der Ortsteil Veckerhagen der zu Nordhessen gehörenden Gemeinde Reinhardshagen an der Ostabdachung des Reinhardswalds.
Zu erreichen ist die Ruine der Bramburg von der Landesstraße 561 kommend nur auf Forst- und Wanderwegen.

## Geschichte
Die Bramburg wurde sehr wahrscheinlich durch den Corveyer Abt Widukind von Spiegel zur Sicherung der Besitztümer des Klosters Corvey rund um Hemeln gegründet. Sie erscheint das erste Mal im Jahr 1224 in einer Urkunde des Klosters, muss damals aber schon einige Jahrzehnte bestanden haben. Vor 1342 gelangte die Bramburg in den Besitz des Herzogtums Braunschweig-Lüneburg, das dort einen Amts- und Gerichtssitz installierte. Seit Beginn des 14. Jahrhunderts sind die Herren von Stockhausen als Burgmannen, Pfandnehmer, Lehns- und Amtsinhaber bezeugt. Aufgrund räuberischer Übergriffe dieses Geschlechts belagerte 1458 Herzog Wilhelm III. von Sachsen mit Unterstützung von mehreren Grafen und Städten die Burg. Darüber existiert ein detaillierter Bericht, laut dem die Belagerer die Burg schließlich eroberten und anzündeten, aber nicht abbrachen. Die Burganlage verblieb aber weiterhin im Besitz derer zu Stockhausen. 1494 wurde sie erneut eingenommen, vermutlich wieder wegen Wegelagerei. Unter Herzog Erich I. von Braunschweig-Calenberg-Göttingen soll die Burg ein drittes Mal zerstört worden sein. In der Mitte des 17. Jahrhunderts waren Amt und Gericht nach Münden verlegt worden. 1623 soll die Burg im Dreißigjährigen Krieg geplündert worden sein, danach hört man nichts mehr von ihr.

## Beschreibung
Den Kern der Burg bildet ein viereckiges Plateau von 44 × 27 m Größe. Das markanteste Gebäude stellt heute die Ruine des 21,37 m hohen Bergfrieds mit 10,20 m Durchmesser. Dieser besitzt unterhalb des sich in 9,17 m Höhe befindlichen Zugangs ein Verlies. Darüber befinden sich drei Geschosse, die in Belagerungsfällen auch bewohnbar waren. Das untere Drittel stammt laut den Ergebnissen der Bauforschung vermutlich aus der Zeit der Ersterwähnung am Ende des ersten Viertels des 13. Jahrhunderts. Der obere Teil lässt sich in die 2. Hälfte des 14. oder in das 15. Jahrhundert datieren. An den Rändern sind außer im Osten noch einige Verzahnungen der unten ehemals 1,45–1,80 m starken Ringmauer vorhanden. Von der Innenbebauung zeugen Kellersenken im Nordwesten und Nordosten und Spuren von Mauern parallel zur Außenbefestigung. Im Nordwesten ist zehn Meter tiefer eine 45 × 20 m große Terrasse vorgelagert. An ihrer Nordwestecke sind Reste eines unterkellerten Gebäudes von 35 × 12 m Größe vorhanden.
Im Osten und Westen ist die Burg durch die natürliche Topographie geschützt. Die südliche Seite wird durch einen 20 m breiten und über 8 m tiefen Abschnittsgraben gesichert.  Der früher äußerst tiefe Burggraben ist zwar teilweise zugeschüttet, aber noch deutlich erkennbar.
Die Bramburg ist als offene Ruine frei zugänglich, während eine Turmbesteigung nicht möglich ist. Der im 19. Jahrhundert eingebrochene Zugang mit einer Rundbogentür zum ehemaligen Verließ ist wieder vermauert worden. 
Ruine und Turm stehen seit dem 14. Jahrhundert im Besitz der Familie von Stockhausen. In den Jahren 2020 und 2021 ließ sie am Bergfried eine umfängliche Sanierung des Mauerwerks durchführen, die das Niedersächsische Landesamt für Denkmalpflege und die Deutsche Stiftung Denkmalschutz finanziell förderten.

## Sagen
Georg Schambach und Wilhelm Müller überliefern zwei Sagen zur Bramburg, wonach Raubritter die auf der Weser an der Burg vorüber fahrenden Schiffe anhielten und plünderten. Dazu hatten sie unter der Wasseroberfläche eine Kette ziehen und diese mit einer Klingel versehen lassen, deren Ton den Burgmannen auch nachts das Vorüberfahren von Schiffen anzeigen sollte. Eine Sage berichtet, dass einst eine von Münden zur Wallfahrt nach Corvey die Weser hinabfahrende Prinzessin von der Bramburg aus beraubt worden sei. Der darüber ergrimmte Herzog Erich I. sammelte seine Truppen und belagerte die Burg, wobei er viele Leute verlor. Dadurch noch mehr erbittert, schwur er, es solle kein männliches Wesen lebendig aus der Burg entkommen. Als sich zuletzt die Besatzung nicht länger halten konnte und sich ergeben musste, bat die Burgfrau um Gnade und es ward ihr gewährt mit dem frei abzuziehen, was sie in ihrer Schürze forttragen könne, um sich am Fuße des Berges wieder ein Haus zu bauen. Da nahm sie ihr einziges Söhnlein in die Schürze und zog damit aus der Burg ab. Als sie an dem Herzoge vorüber ging, schlug dieser ihr die Schürze zurück, um zu sehen, was sie mitgenommen habe. Wie er den kleinen Knaben erblickte, ward er tief gerührt und fing an zu weinen. Darauf schenkte er auch dem Ritter das Leben, hielt ihn aber in Münden gefangen. In einer etwas anderen Überlieferung heißt es, dass Herzog Erich selbst zu Schiff von Münden nach Hameln reiste und beim Vorbeifahren von der Burg aus mit Bolzen beschossen wurde. Einer dieser Bolzen traf den Herzog, prallte aber von einem der großen Knöpfe, mit dem sein Wams besetzt war, ab ohne ihn zu verletzen. Darauf zog er vor die Burg und schwur: Alles was männlich in der Burg sei, solle sterben. Er nahm die Burg ein und ließ alles, was er darin fand töten. Nur die Burgfrau erhielt mit ihrem Söhnlein freien Abzug.

## Hünenburg Hemeln
Etwa 500 m südsüdöstlich der Bramburg befinden sich auf dem Westhang des Hünenkopfs im Wald die Reste der Hünenburg Hemeln, die als Wall- und Fliehburg der lokalen Bevölkerung betrachtet wird. Zeitlich wird ihr Entstehen in den ersten nachchristlichen Jahrhunderten und ihr Bestehen aufgrund des Fundes einer fränkischen Reiterkriegerausrüstung bis um das Jahr 800 angenommen. Die dreiecksförmige Anlage ohne Besiedlungsspuren im Inneren ist fast 7 ha groß.
Siehe eigener Artikel: → Hünenburg Hemeln